# Белорусские народные музыкальные инструменты
Белорусские народные музыкальные инструменты — самобытные инструменты белорусских крестьян, выражающие особые специфические черты нации. В своём развитии связаны с духовной жизнью, бытовым укладом, эстетическими и нравственными устоями белорусского народа. Музыкальные инструменты белорусов отличаются разнообразием типов и их локальных разновидностей.
Группа идиофонов (самозвучащие) включает тарелки, ложки, угольник, трещотку, колотушку, брусочки, колокол, погремушку, бубенцы, капшук, трещотки, гармоник и его разновидности — баян и аккордеон (в прошлом были также варган и било), группа мембранофонов (мембранные) состоит из бубна, барабана и гребня (мирлитон).
К группе аэрофонов (духовые) принадлежат свободные аэрофоны — листья деревьев и травы, карынка, берестянка; флейтовые — свистелки, окарина, дудка, парные дудки (раньше, возможно, и многоствольные); язычковые — пищики, жалейка, кларнет, дуда; амбушюрные — рог и труба.
Среди хордофонов (струнные) смычковые — скрипка, басэтля, колёсная лира, смык; щипковые — балалайка, мандолина,  цитра; ударные — цимбалы.
По способу изготовления инструменты делятся на специально изготовленные и на использованные под инструменты предметы окружающей природы и быта. Чаще он изготавливались самими исполнителями, но иногда и музыкальными мастерами-профессионалами. В наше время в народном музыкальном быту всё больше используются инструменты фабричного производства. Издревле музыкальный инструмент связан с традиционными календарно-земледельческими и семейными обрядами, пастушеским, охотничьим и военным бытом, разнообразными общественными праздниками, игрищами. В быту инструменты используются для сольной игры или в ансамбле, а также как аккомпанемент для песни.